# Дженовичі
Дженовичі (чорн. Đenovići/Ђеновићи) — село (поселення) в Чорногорії, підпорядковане общині Херцеґ Нові. Християнське  поселення з населенням 	1 272  мешканців.

## Населення
Динаміка чисельності населення (станом на 2003 рік):
- 1948 → 488
- 1953 → 689
- 1961 → 649
- 1971 → 553
- 1981 → 774
- 1991 → 887
- 2003 → 1 272

Національний склад села (станом на 2003 рік):
Слід відмітити, що перепис населення проводився в часи міжетнічного протистояння на Балканах й тоді частина чорногорців солідаризувалася з сербами й відносила себе до спільної з ними національної групи (найменуючи себе югославами-сербами - притримуючись течії панславізму). Тому, в запланованому переписі на 2015 рік очікується суттєва кореляція цифр національного складу (в сторону збільшення кількості чорногорців) - оскільки тепер чіткіше проходитиме розмежування, міжнаціональне, в самій Чорногорії.

## Клімат
Клімат дуже комфортний, теплий, який характеризується сухим і жарким літом, та м'якою і дощовою зимою. Клімат підходить людям, що мають проблеми з аллергіями. Також клімат підходить для дітей та осіб похилого віку.

## Вода
Морська вода на чорногорських пляжах гарної якості, гігієнічна та безпечна для купання та відпочинку. Відповідно до вимірів на 91,8% пляжах морська вода була відмінної якості, на 4,5% хорошої, а на 3,6% задовільної якості.